# Liste der Kulturdenkmale in Joldelund
In der Liste der Kulturdenkmale in Joldelund sind alle Kulturdenkmale der schleswig-holsteinischen Gemeinde Joldelund (Kreis Nordfriesland) aufgelistet (Stand: 10. März 2025). 

## Legende
In den Spalten befinden sich folgende Informationen:
- Objekt-ID: die Nummer des Kulturdenkmales
- Lage: die Adresse des Kulturdenkmales und die geographischen Koordinaten. Kartenansicht, um Koordinaten zu setzen. In der Kartenansicht sind Kulturdenkmale ohne Koordinaten mit einem roten Marker dargestellt und können in der Karte gesetzt werden. Kulturdenkmale ohne Bild sind mit einem blauen Marker gekennzeichnet, Kulturdenkmale mit Bild mit einem grünen Marker.
- Offizielle Bezeichnung: Bezeichnung des Kulturdenkmales
- Beschreibung: die Beschreibung des Kulturdenkmales
- Bild: ein Bild des Kulturdenkmales

## Sachgesamtheiten
| Objekt-ID      | Lage                                     | Offizielle Bezeichnung | Beschreibung | Bild                             |
| -------------- | ---------------------------------------- | ---------------------- | --- | -------------------------------- |
| 40617 Wikidata | Mittelstraße (54° 39′ 5″ N, 9° 8′ 21″ O) | Kirche Joldelund       | Aktualisierung vorgesehen - Begründung: geschichtlich, künstlerisch, städtebaulich, Kulturlandschaft prägend - Schutzumfang: Kirche mit Ausstattung, Kirchhof, Grabmale bis 1870, Heckenkranz, Feldstein-Böschungsmauer | weitere Fotos \| Fotos hochladen |

## Bauliche Anlagen
| Objekt-ID     | Lage                                        | Offizielle Bezeichnung | Beschreibung | Bild            |
| ------------- | ------------------------------------------- | ---------------------- | --- | --------------- |
| 3136 Wikidata | Hauptstraße 13 (54° 38′ 57″ N, 9° 8′ 14″ O) | Windmühle              | Die Windmühle stammt aus dem Jahre 1771. Alteintragung (Aktualisierung vorgesehen) - Begründung: Alteintragung (Aktualisierung vorgesehen) - Schutzumfang: Alteintragung (Aktualisierung vorgesehen) - Denkmaltyp: Bauliche Anlage | Fotos hochladen |
| 5659          | Hauptstraße 16 (54° 39′ 2″ N, 9° 8′ 12″ O)  | Bauernhof              | Bauernhaus; 1858; eingeschossiger, traufständiger Backsteinbau unter Schopfwalmdach, breites mittiges Zwerchhaus, Hauseingang unter Ädikulaverdachung; fünf Linden in Kopfschnitt als Hausbäume - Begründung: geschichtlich, städtebaulich, Kulturlandschaft prägend - Schutzumfang: Bauernhof, Hausbäume - Denkmaltyp: Bauliche Anlage | BW              |
| 4081 Wikidata | Mittelstraße (54° 39′ 5″ N, 9° 8′ 21″ O)    | Kirche mit Ausstattung | Die evangelische Kirche St. Dionysius stammt wahrscheinlich aus dem 12. Jahrhundert, sie wurde aber im Laufe der Zeit stark verändert. Der Westanbau entstand im Jahre 1973. Im Inneren befindet sich ein spätgotischer Flügelaltar und eine Kanzel aus dem späten 16. Jahrhundert. Alteintragung (Aktualisierung vorgesehen) - Begründung: geschichtlich, künstlerisch, städtebaulich - Schutzumfang: gesamtes Objekt - Denkmaltyp: Bauliche Anlage, Sachgesamtheit: Kirche Joldelund | BW              |

## Gründenkmale
| Objekt-ID      | Lage                                     | Offizielle Bezeichnung | Beschreibung | Bild |
| -------------- | ---------------------------------------- | ---------------------- | --- | ---- |
| 19436 Wikidata | Mittelstraße (54° 39′ 6″ N, 9° 8′ 21″ O) | Kirchhof               | Alteintragung (Aktualisierung vorgesehen) - Begründung: geschichtlich, Kulturlandschaft prägend - Schutzumfang: Kirchhof, Grabmale bis 1870, Heckenkranz, Feldstein-Böschungsmauer - Denkmaltyp: Gründenkmal, Sachgesamtheit: Kirche Joldelund | BW   |

## Quelle
- Liste der Kulturdenkmale in Schleswig-Holstein – Kreis Nordfriesland (PDF)

- Karte mit allen Koordinaten:
- OSM |
- WikiMap